# Semaeopus subrosea
Semaeopus subrosea là một loài bướm đêm trong họ Geometridae.